# Willy Schugens
Willy Schugens (Dinant, 31 juli 1912 - Luik, 29 april 1981) was een Belgisch senator.

## Levensloop
Na de humaniora aan het atheneum van Luik, kwam Schugens in 1930 in dienst bij de post en werd er syndicaal afgevaardigde. Hij nam deel aan de activiteiten van de clandestiene vakbond tijdens de oorlog en behoorde na 1944 tot de stichters van de Algemene Centrale der Openbare Diensten en van het Algemeen Belgisch Vakverbond (ABVV). Hij werd onmiddellijk de secretaris van het ABVV voor de federatie Luik.
Hij werd een naaste medewerker van André Renard, onder meer voor de acties tijdens de Koningskwestie en tijdens de arbeidersstakingen van 1960-1961 tegen de Eenheidswet. Ze namen beiden ontslag uit het nationaal bestuur van het ABVV in maart 1961, toen de Vlaamse ABVV een federale structuur voor het ABVV weigerde.
Als medestichter van het Mouvement populaire wallon volgde hij Renard op in 1962 als voorzitter van de ABVV-federatie in Luik. In 1964 werd hij secretaris-generaal van het ABVV voor het gewest Luik-Hoei, wat hij bleef tot in 1971, en van 1968 tot 1971 was hij lid van het nationaal secretariaat. Als vakbondsvertegenwoordiger werd hij regent van de Nationale Bank van België, bestuurder van de Nationale Maatschappij voor Krediet aan de Nijverheid en ondervoorzitter van de Centrale Raad voor de Economie.
In 1971 werd hij door de PSB aangesteld tot gecoöpteerd senator in de Senaat en was zodoende ook lid van de Cultuurraad voor de Franse Cultuurgemeenschap. Hij werd datzelfde jaar ook aangeduid in de nieuw opgerichte Waalse economische raad. Hij vervulde al deze politieke mandaten tot in 1977.